# إبراهيم جاويد بك
إبراهيم جاويد بك (1283-1317ه‍/ 1866-1899م).
هو ابن الصدر الأعظم خليل رفعت باشا، عين عام 1313ه‍/ 1895م، عضواً في مجلس الدولة، وكان صاحب نفوذ. عندما أراد تيودور هرتزل تدبير لقائه بالسلطان العثماني عبد الحميد الثاني، رتب له فيليب نيولنسكي مسؤول الإدارة السياسية في السفارة النمساوية في إسطنبول، فسافر هرتزل ولأول مرة إلى إسطنبول فأجرى أول إتصال رسمي مباشر مع المسؤولين الأتراك، فاجتمع مع إبراهيم جاويد بك في 18 حزيران (يونيو) 1896م-7 محرم 1314ه‍، وعرض عليه المشروع الصهيوني، فأبدى معارضته لسيطرة اليهود على القدس، وفضل ان تبقى تحت الإدارة التركية؛ لأن أي تغيير في ذلك، سيسيء إلى المشاعر الدينية، كما أبدى معارضته لنوع الحكم الجمهوري، الذي سيكون لهذه الدولة.

## اللقاء مع هرتزل
جرى اللقاء بين إبراهيم جاويد بك وهرتزل في 1896/6/18م، وكانت معارضة إبرهيم جاويد بك مايلي:
- مصير الأماكن المقدسة: قال: ان القدس يجب ان تظل تحت الإدارة التركية، لأن أي تغيير في ذلك يسيء إلى مشاعر الناس الدينية.يقول هرتزل: فوعدته أن تبقى القدس خارج حدود الدولة، لأن الأماكن المقدسة التي تخص العالم المتدين، يجب أن تكون للجميع، وليس لأحد بالذات، وفي النهاية لا بد ان تقدر على إبقاء القدس على حالتها الراهنة.
- العلاقة بين الدولة اليهودية وتركية: سأل إبراهيم جاويد بك عن العلاقة التي ستكون بين الدولة اليهودية وبين تركيا، (عن تبعية فلسطين لا إستقلالها). فأجابه هرتزل: بانه يرى النجاح لا يتم بالإستقلال، ولكننا على أي حال سنتحدث في نوع الحكم، مثل ذلك الذي في مصر أو في بلغاريا، أي علاقة فرعية.
- نوع الحكم : وأخيراً سأل جاويد عن نوع الحكم الذي سيكون لهذه الدولة. أجابه هرتزل: جمهورية أرستقراطية. فاحتج جاويد قائلاً: إياك ان تذكر كلمة جمهورية للسلطان. ان الناس هنا يخافون منها خوفهم من الموت. انهم يخافون ان تنتقل عدوى هذا النوع من الحكم الثوري إلى كل مقاطعة. فأخبره هرتزل: ان ما أفكر به أنا هو نوع من الحكم يشبه الحكم الموجود في البندقية. هذا وتوسل إليه هرتزل ان يكون في المقابلة التي رتبت له مع أبيه الصدر الأعظم خليل رفعت باشا، وقد وعده بذلك.[2] وقابل هرتزل بالفعل جاويد بك وأبيه ووزير الحربية وبعض السفراء الأتراك في كل من النمسا و ألمانيا وكان يدور الحوار بينهم حول مقدار الأرض التي تقتطع من فلسطين لتكون لهم كما يدور حول نظام الدولة الجديدة، وعلاقتها بالدولة العثمانية، ودارت معظم المحادثات مع جاويد.[3] كما عرض ه‍رتزل على إبراهيم جاويد بك قرض متدرج بمبلغ عشرين مليون جنيه إسترليني يقوم على الضريبة التي يدفعها اليهود المستعمرين لفلسطين لجلالة السلطان.[4] ولكن السلطان رفض هذا العرض.[5]

## وفاته
أغتيل إبراهيم جاويد بك في جزيرة بيوك اضه من قبل رجل ألباني عام 1317ه‍/ 1899م. اسمه الحاج مصطفى قتله فوق الكوبري. وقد خفف حكم الإعدام الصادر بحقه إلى المؤبد، وذلك بدافع وقاية خليل رفعت باشا وعائلته بان يصبحوا هدفاً لانتقام آخر، وكذلك رجاء من خليل رفعت باشا نفسه.